# الفروسية الجنوبية
الفروسية الجنوبية، أو أسطورة الفرسان، هو مفهوم شائع يصف ثقافة الشرف الأرستقراطية في جنوب الولايات المتحدة خلال فترات ما قبل الحرب الأهلية، والفترات الأولى ما بعد الحرب. أصبح نموذج الرجل الجنوبي النبيل شائعًا كفكرة فارسة لطبقة المزارعين الذين يمتلكون العبيد، حيث كان يركز على الشرف العائلي والشخصي بالإضافة إلى القدرة على الدفاع عنهما بالقوة إذا لزم الأمر. تُرى الفروسية الجنوبية اليوم كمحاولة لتبرير التقسيم العنصري والأبوي للمجتمع الجنوبي، بهدف الحفاظ عليه أو إضفاء الشرعية على انتهاكات حقوق الإنسان التي كانت ترتكب في ظل العبودية الأمريكية.
قبل الحرب الأهلية، كان مفهوم شرف الرجل النبيل يستخدم بشكل متكرر كأساس للمبارزات وأشكال أخرى من العنف خارج نطاق القانون، وكان من أبرزها حادثة ضرب تشارلز سومنر بالعصا من قبل بريستون بروكس، وساهم هذا المفهوم في عسكرة الجنوب من خلال تشجيع الشباب على الالتحاق بالمدارس العسكرية.
بحلول فترة ما قبل الحرب الأهلية المتأخرة، أخذ المصطلح معنى ساخرًا بالنسبة للشماليين ودعاة إلغاء العبودية، حيث كانوا يستخدمونه كتحقير لوصف ما كان يُنظر إليه على أنه همجية ملاك العبيد الجنوبيين وعدائهم وازدواجيتهم في التعامل مع الشمال، كما تم تجسيده بشكل خاص في مختلف الرسوم الكاريكاتورية السياسية قبل الحرب وأثناءها.
في العصر الحديث، أصبحت تمجيد الفروسية الجنوبية جزءًا أساسيًا من أسطورة "القضية المفقودة"، التي تصور الولايات الكونفدرالية الأمريكية كمجتمع متفوق أخلاقيًا وثقافيًا يدافع عن شرفه ضد الشمال المادي وغير الأخلاقي.